# Accidente nuclear de Vandellós I
El accidente de Vandellós I fue un accidente nuclear que se produjo en el reactor I de la central nuclear de Vandellós el 19 de octubre de 1989. Un fallo mecánico en una turbina provocó un incendio que afectó al sistema de refrigeración del reactor y al ordenador de control.
Gracias a la intervención de los técnicos y los bomberos, que consiguieron extinguir el incendio, parar el reactor y reactivar la refrigeración manualmente, se evitó la fusión del núcleo. 
Como consecuencia del incidente se clausuró el reactor de Vandellós I, que quedó gravemente dañado. Es el suceso nuclear más grave ocurrido en España y en toda Europa occidental. Está clasificado como «incidente importante», nivel 3 de la Escala Internacional de Sucesos Nucleares.

## Antecedentes

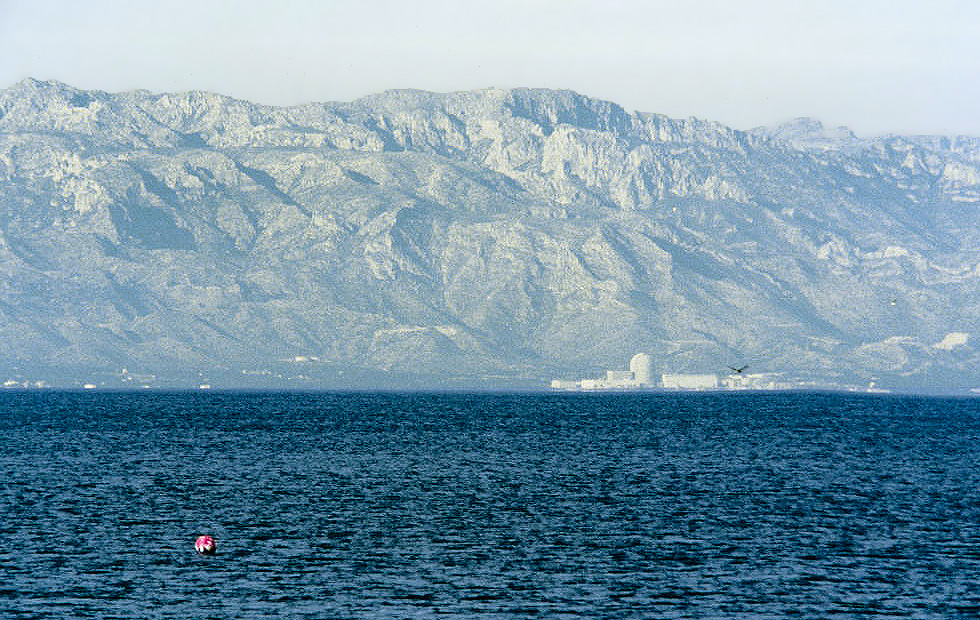
Central nuclear de Vandellós vista desde el Delta del Ebro, año 1987.

A finales del franquismo, España producía suficiente energía para el consumo eléctrico de la época con las centrales hidroeléctricas y las centrales nucleares de Garoña y Zorita. No obstante, Francia consiguió convencer al régimen de construir una nueva central nuclear usando tecnología francesa: el reactor UNGG, que usaba uranio natural como combustible, grafito como moderador y dióxido de carbono como refrigerante. Este sistema databa de la década de los 50 y Francia ya las empezaba a eliminar, pero España lo consiguió comprar en buenas condiciones económicas y con el compromiso de que Francia adquiriera el 50 % del excedente de energía que produjera. Para conseguir transportar este excedente eléctrico se construyó la primera línea MATE, atravesando los Pirineos. 
Esta tecnología del reactor estaba ya obsoleta en aquella época a nivel energético, pero como residuo producía plutonio capaz de usarse en bombas atómicas. En aquel momento, la contrapartida por Francia era que este tipo de reactores producían como residuo un plutonio más puro, que se podía usar para la fabricación de bombas atómicas. Durante los primeros años este plutonio se transportó con trenes hasta Francia, pasando por debajo de la calle Aragón de Barcelona, hasta que se construyó la línea de mercancías del Vallès. Posteriormente Francia dejó de comprar el residuo y el Estado tuvo que empezar a pagar para que lo almacenaran. En 2009 ese coste ascendía a 40 000 euros diarios.
La central de Vandellós I se inauguraró en 1972 y aportaba 480 MW de potencia.

## Accidente

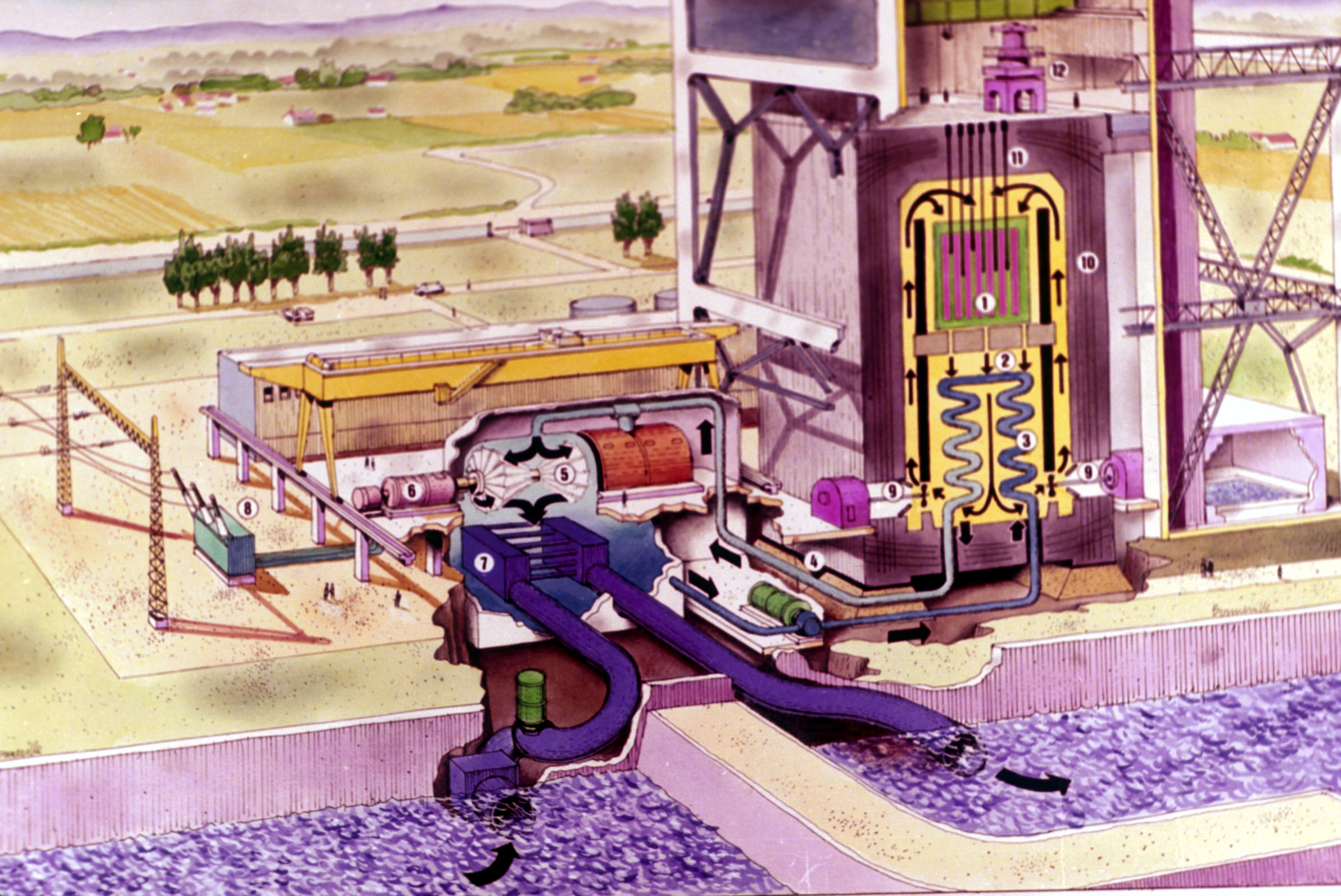
Dibujo esquemático de los componentes de una central con reactor de grafito-gas.

El día 19 de octubre de 1989 la central de Vandellós I funcionaba de forma estable al 100 % de potencia. A las 21:39 horas, se produjo una señal de alarma por la  alta vibración en uno de los ejes de las turbinas de los generadores eléctricos principales, causado por una grieta en la turbina número 2. Justo después se encendió la alarma de baja presión por falta de aceite en dicha turbina, puesto que el eje se descompensó por la brecha y necesitaba más lubricación, hecho que puso en marcha las bombas de aceite de emergencia. La avería también provocó un escape de hidrógeno que en contacto con el aire y el aceite a elevada temperatura explotó causando un incendio.
El personal de la sala de control sintió las explosiones y comprobó que  había un incendio importante en la zona inferior del turboalternador afectado. Los técnicos avisaron a Protección Civil cinco minutos después, y a las 22.11 horas el titular de la central, la empresa Hispano Francesa de Energía Nuclear SA (Hifrensa), comunicó el incidente al Consejo de Seguridad Nuclear (CSN). Según algunos testigos, que vieron llamas y llamaron a emergencias, el incendio habría empezado a las 21:15 y posteriormente el CSN criticaría que se ocultara alguna información y que en un primer momento no se avisara a la población civil.
El incendio se propagó rápidamente a través del cableado, que no era ignífugo, afectando gran parte de la instalación de control del turboalternador, la alimentación eléctrica de potencia y el ordenador central que controlaba el reactor. Especialmente importante fue el hecho de que el calor del incendio rompió la junta de dilatación de una cañería que llevaba agua para refrigerar el reactor, provocando una inundación en la parte baja del reactor con agua de mar anegando dos de los cuatro turbosoplantes que refrigeraban el reactor. A pesar de no apagarse totalmente, la carencia de agua y de los dos ventiladores del sistema de refrigeración, esto hizo que el núcleo se calentara cada vez más, acercándose a la temperatura de derramamiento. Cuando llegaron los bomberos la barrera de acceso estaba levantada y mucho del personal salió al creer que en caso de emergencia tenían que evacuar, puesto que los protocolos no estaban muy definidos. A la vez se avisó a los empleados que estaban de guardia para que fuesen a la central. La mayor parte de ellos acudieron a arreglar los problemas sin saber muy bien qué pasaba. Este caos provocó que en algunos casos los bomberos extinguieran el incendio sin asesoramiento del personal:

Los técnicos huyeron de las dependencias afectadas y nos quedamos solos; algunos técnicos cogían muestras de agua y otros llamaban a Francia, mientras se oían gritos de ¡se va el reactor, se va el reactor!
Josep Pino, jefe del parque de bomberos de Amposta durante los hechos.

Al final, pasadas las cuatro de la madrugada, con el apoyo de los técnicos y de los bomberos, se consiguió extinguir el incendio y reactivar manualmente el circuito de refrigeración apagando la central. Aun así, la temperatura del reactor quedó a tres grados de producir un derramamiento radiológico. Según un informe del CSN posterior, también se constató que la temperatura de las piscinas de contención y la presión interna del reactor rozaron los máximos admisibles.

## Consecuencias

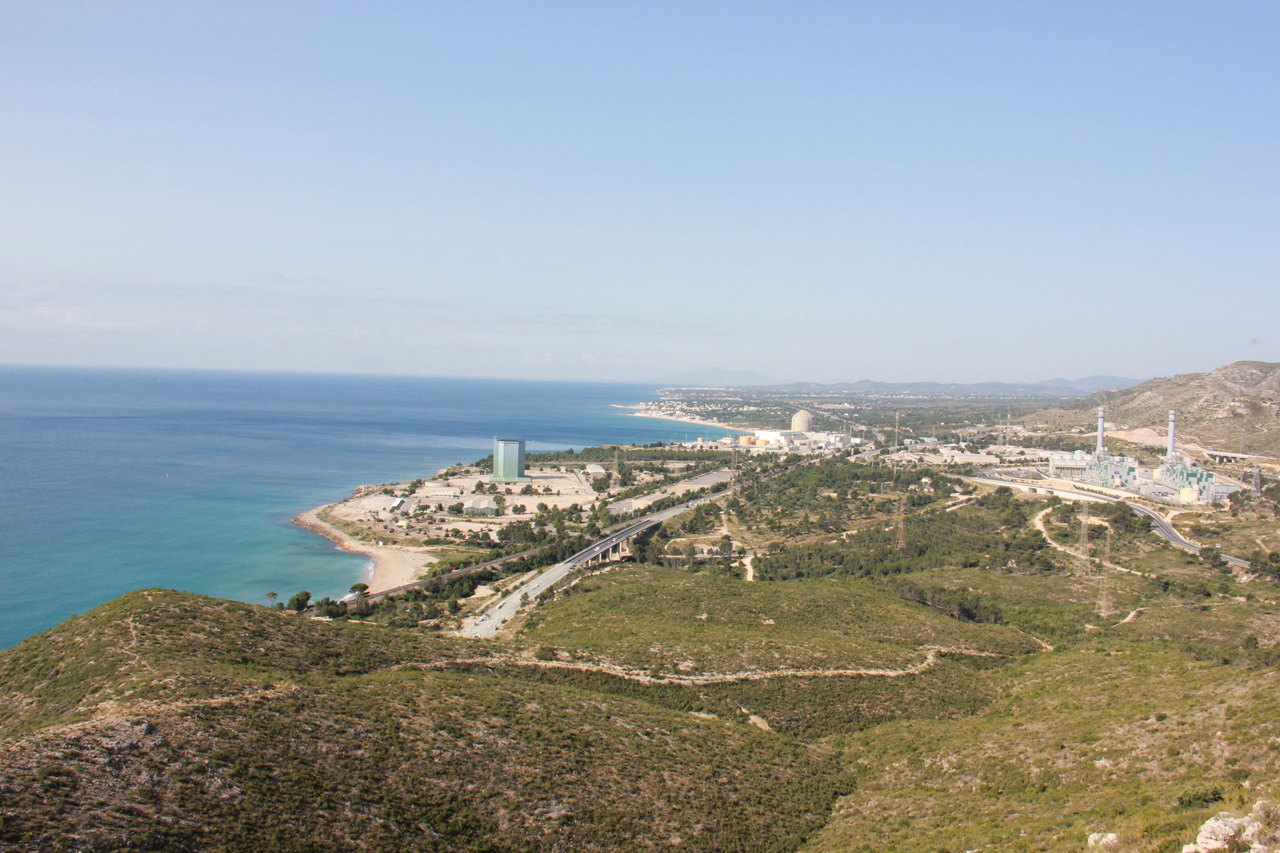
Vista de los reactores nucleares Vandellós I (izquierda) y Vandellós II (derecha). Imagen de 2013.

La primera consecuencia fue política. El mismo día del incendio, mientras la situación se estabilizaba en Vandellòs I, al exterior se empezó a reunir gente que exigía el cierre de la central. Un mes después también hubo una manifestación de 40 000 personas en Barcelona.
La segunda consecuencia fue que se parara la actividad debido al elevado coste de las reparaciones y mejoras que se tenían que hacer. Pocos meses después el gobierno español ordenó el cierre definitivo y el desmantelamiento de la central, posiblemente debido a la presión popular. Después de derribar todos los edificios auxiliares se levantó un cajón para contener el reactor latente mientras la radiactividad iba decayendo. Se estima que se pueda derribar en 2028 o 2029. El gobierno español estimó en 40.000 millones de pesetas (240 millones de euros) el desmantelamiento.
La tercera consecuencia fue que se mejoraron ampliamente los protocolos de seguridad. Se hicieron jornadas de formación en centrales extranjeras, actualmente el 85 % de la brigada de emergencias de Tarragona ha hecho prácticas a las centrales, el CSN instaló un sistema en las centrales para tener, a tiempo real, los parámetros de las centrales, se establecieron sistemas de seguridad redundantes y planes de evacuación precisos, megafonía y sirenas por la población civil.
Finalmente, se celebró un juicio diez años después y la sentencia absolvió los cinco altos cargos de la empresa explotadora, Hispano Francesa de Energía Nuclear SANO puesto que se consideró que el incendio fue inevitable por un error de diseño que era 'desconocido e indetectable', a pesar de que el titular no había llevado a cabo algunas de las mejoras que se le habían reclamado.
Continúa siendo el accidente nuclear más grave de Europa occidental: clasificado como «incidente importante», nivel 3 de la Escala Internacional de Sucesos Nucleares (siendo el nivel 0 «desviación» y el nivel 7 «accidente grave»).